# Даш Уайлдър
Даниъл Маршал Уийлър (роден на 17 май 1987) е американски кечист.
Работи с WWE под сценичното име Даш Уайлдър и е двукратен отборен шампион на NXT.

## В кеча
- Финални ходове
  - Inverted figure four leglock
- Ключови ходове
  - European uppercut
  - Shin breaker
- Прякори
  - „Треската“[5]

## Шампионски титли и отличия
- Anarchy Wrestling
  - Отборен шампион на NWA (2 пъти) – с Дерик Драйвър
  - Телевизионен шампион на NWA (1 път)
- WrestleForce
  - Отборен шампион на WrestleForce (1 път) – с Джон Скайлър
- WWE NXT
  - Отборен шампион на NXT (2 пъти) – със Скот Доусън